# December 21.
December 21. az év 355. (szökőévben 356.) napja a Gergely-naptár szerint. Az évből még 10 nap van hátra.
Névnapok: Tamás + Bodomér, Izidor, Izor, Péter, Pető, Témisz

## Események

### Politikai események
- 69 – Vespasianus megkezdi uralkodását, mint Róma 9. császára.
- 1529 – V. Károly német-római császár nyomására VII. Kelemen pápa kiközösíti az egyházból I. János magyar királyt és híveit.
- 1918 – Tomáš Garrigue Masaryk megérkezik Prágába, ahol a nemzetgyűlésben leteszi a köztársasági elnöki esküt
- 1944 – A Debreceni Református Kollégiumban összeül az Ideiglenes Nemzetgyűlés.
- 1958 – Charles de Gaulle tábornokot Franciaország köztársasági elnökévé választják.
- 1971 – Az ENSZ 4. főtitkárává választják Kurt Waldheimet.
- 1975 – Nemzetközi terroristák túszszedő akciója az OPEC bécsi székházában, Carlos. vezetésével. A terroristák szabadon távozhatnak Algírba, osztrák repülőgépen.
- 1988 – A skóciai Lockerbie fölött felrobban a Pan Am 103-as járata, fedélzetén 259 emberrel, köztük egy váci magyar családdal.
- 1991 – Alma-Atában megalakul a FÁK.
- 1993 – Boross Péter miniszterelnök lesz.
- 1993 – Borisz Jelcin megszünteti a KGB-t.
- 1995 – Betlehem városa az izraeliektől Palesztin ellenőrzés alá kerül.
- 2007 – Magyarország és a 2004-ben csatlakozott EU-s tagállamok (Ciprus kivételével) december 21-én teljes jogú tagjai lesznek a schengeni egyezménynek.
- 2007 – Magyar főkonzulátus nyílik az oroszországi Jekatyerinburgban
- 2014 – Leteszi a hivatali esküjét Klaus Johannis, Románia újonnan megválasztott elnöke a bukaresti parlament ünnepi ülésén.[1]

### Tudományos és gazdasági események
- 1898 – Pierre Curie és Marie Curie francia tudósok felfedezik a rádiumot
- 1949 – A 70-es trolibuszvonal átadásával újraindul Budapesten a trolibuszközlekedés.
- 1968 – Fellövik az Apollo–8-at, melynek küldetése a Hold másik oldalának megtekintése volt
- 1988 – A Szojuz TM–6 fedélzetén visszatér a Földre az első afgán űrhajós, Abdul Ahad Mohmand a Mir űrállomásról
- 2011 – Bajkonurból útjára indul a Szojuz TMA-03M háromfős legénységével azért, hogy csatlakozzanak a Nemzetközi Űrállomáshoz

### Kulturális események
- 1913 – Megjelennek a világ első keresztrejtvényei a New York World lap mellékletében.
- 2012 – A maja naptár 2012. december 21-én ér véget, és a naptár szerint egy új időszámítás kezdődik

#### Irodalmi, színházi és filmes események
- 1925 – Moszkvában bemutatják Szergej Mihajlovics Eisenstein filmjét, a „Patyomkin páncélost”

### Egyéb események
- 1987 – A Fülöp-szigetek között haladó Doña Paz nevű komphajó összeütközik a Victor olajszállító hajóval. Robbanások következtében mindkét hajó azonnal kigyullad és elsüllyed. A halálos áldozatok száma 4000 körül valószínűsíthető

## Születések
- 1401 – Masaccio itáliai korai reneszánsz festő († 1428)
- 1738 – Gróf Teleki József ugocsai főispán, koronaőr, műgyűjtő, író († 1796)
- 1773 – Robert Brown angol botanikus († 1858)
- 1804 – Benjamin Disraeli angol politikus, Anglia miniszterelnöke († 1881)
- 1821 – Borsos József magyar festőművész († 1883)
- 1851 – Kogutowicz Manó magyar geográfus, térképész († 1908)
- 1856 – Feszty Árpád magyar festőművész († 1914)
- 1866 – Tömörkény István magyar író, régész, etnográfus († 1917)
- 1874 – Juan Bautista Sacasa nicaraguai elnök, diktátor († 1946)
- 1878
  - Jan Łukasiewicz lengyel matematikus, logikus és filozófus († 1956)
  - Máriássy Mihály magyar földbirtokos, jogász, országgyűlési képviselő († 1953)
- 1879 – Kéky Lajos irodalom- és színháztörténész, az MTA tagja († 1946)
- 1896 – Konsztantyin Konsztantyinovics Rokosszovszkij lengyel származású szovjet marsall, lengyel honvédelmi miniszter († 1968)
- 1902 – Eiben István Kossuth-díjas magyar operatőr († 1958)
- 1913 – Földes Andor magyar zongoraművész († 1992)
- 1917 – Heinrich Böll Nobel-díjas német író († 1985)
- 1918 – Kurt Waldheim ENSZ főtitkár, Ausztria elnöke († 2007)
- 1920 – Tollas Tibor magyar költő († 1997)
- 1921 – Günther Bechem német autóversenyző († 2011)
- 1930 – Für Lajos magyar történész, politikus († 2013)
- 1933 – Kocsár Miklós Kossuth-díjas magyar zeneszerző († 2019)
- 1934 – Weninger Richárd hárfás, karmester és zenepedagógus († 2011)
- 1935 – Lorenzo Bandini olasz autóversenyző († 1967)
- 1937 – Jane Fonda kétszeres Oscar-díjas amerikai színésznő
- 1940 – Frank Zappa amerikai gitáros, zenész, zeneszerző († 1993)
- 1941 – Dőry Virág magyar színésznő
- 1941 – Tusnády Gábor magyar matematikus, az MTA tagja
- 1941 – Sólyom-Nagy Sándor Kossuth-díjas magyar operaénekes († 2020)
- 1945 – Blair Csuti amerikai biológus († 2020)
- 1946 – Demjén Ferenc Kossuth-díjas magyar rockénekes
- 1947 – Paco de Lucía spanyol flamencogitáros, zeneszerző († 2014)
- 1948 – Samuel L. Jackson amerikai színész
- 1953 – Schiff András magyar zongoraművész
- 1953 – Fábri Péter magyar író, költő, dramaturg
- 1954 – Chris Evert amerikai teniszező
- 1954 – Demeter Ervin magyar politikus, országgyűlési képviselő, miniszter
- 1956 – Olasz Etelka magyar bábművész, színésznő, előadóművész
- 1959 – Florence Griffith Joyner „(Flo Jo”) amerikai atlétanő († 1998)
- 1965 – Anke Engelke német színésznő
- 1965 – Ilyés Róbert Jászai Mari-díjas és Aase-díjas magyar színész
- 1966 – Kiefer Sutherland amerikai színész
- 1969 – Rába Tímea magyar modell, műsorvezető
- 1969 – Julie Delpy francia színésznő
- 1974 – Gerner Csaba magyar színész
- 1975 – Németh Norbert magyar zeneszerző, orvos
- 1976 – Sárvári Diána magyar színésznő
- 1983 – Majoros Árpád magyar labdarúgó
- 1990 – Bényei Balázs magyar labdarúgó
- 1991 – Sors Tamás magyar paralimpiai úszóbajnok
- 1991 – Szabó Sebestyén László magyar színész
- 1994 – Bera Márk magyar színész
- 2004 – Berecz Kristóf Uwe magyar színész

## Halálozások
- 1375 – Giovanni Boccaccio olasz író, költő, szatirikus (* 1313)
- 1549 – Angoulême-i Margit navarrai királyné (*1492)
- 1796 – Apffalter József magyar katolikus kanonok (születési időpont ismeretlen)
- 1801 – Gvadányi József magyar gróf, generális, író (* 1725)
- 1807 – John Newton, aki egy angol rabszolga-kereskedő hajó kapitánya volt, majd megtért és az anglikán egyház papja lett. Ő volt a szerzője az Amazing Grace című vallásos éneknek.(* 1725)
- 1888 – Zsigmondy Vilmos magyar bányamérnök. A magyarországi artézi kutak fúrásának kialakítója és elterjesztője. (* 1821)
- 1892 – Conlegner Károly számtan- és könyvviteltanár, a műegyetem rektora, közgazdász, gazdasági író, királyi tanácsos, 1849 februárjától a szabadságharc bankjegynyomdájának igazgatója. (* 1812)
- 1907 – Nádasdy Ferenc magyar vadgazdászati szakember, vadászati szakíró (* 1842)
- 1921 – Jendrassik Ernő orvos, neurológus, fiziológus, az MTA tagja (* 1858)
- 1927 – Fényi Gyula magyar jezsuita szerzetes, tanár, csillagász (* 1845)
- 1927 – Kornis Elemér magyar újságíró, lapszerkesztő (* 1866)
- 1928 – Luigi Cadorna olasz hadseregtábornok (* 1850)
- 1933 – Knud Rasmussen dán sarkutazó és néprajztudós (* 1879)
- 1945 – George Patton amerikai tábornok (* 1885)
- 1948 – Hutás József bíró, felsőházi tag (* 1869)
- 1957 – Losonczy Géza magyar politikus, Nagy Imre kormányának államminisztere (* 1917)
- 1958 – Lion Feuchtwanger német író (* 1884)
- 1962 – Gary Hocking rodéziai autóversenyző (* 1937)
- 1964 – Carl Van Vechten amerikai író, fényképész (* 1880)
- 1974 – Rex Easton amerikai autóversenyző (* 1913)
- 1983 – Vértesy József magyar olimpiai bajnok vízilabdázó, edző (* 1901)
- 1988 – Nikolaas Tinbergen Nobel-díjas holland etológus és ornitológus (* 1907)
- 1990 – Kelly Johnson repülőgéptervező (* 1910)
- 1992 – Philip Farkas magyar származású amerikai kürtművész és pedagógus (* 1914)
- 1996 – Hazai Kálmán olimpiai bajnok magyar vízilabdázó, úszó (* 1913)
- 1998 – Szőkefalvi-Nagy Béla magyar matematikus (* 1913)
- 2006 – Saparmyrat Nyýazow Türkmenisztán elnöke (* 1940)
- 2006 – Vágó Nelly Kossuth- és Jászai Mari-díjas jelmeztervező, érdemes és kiváló művész (* 1937)
- 2014 – Udo Jürgens osztrák énekes, zeneszerző, zongorista (* 1934)
- 2014 – Billie Whitelaw angol színésznő (* 1932)
- 2021 – Benkő Samu Széchenyi-díjas magyar művelődéstörténész (* 1928)
- 2022 – Kertész Ákos Kossuth-díjas magyar író, filmdramaturg (* 1932)
- 2023 – Herpy Miklós állami díjas magyar villamosmérnök, címzetes egyetemi tanár, a műszaki tudományok kandidátusa (* 1931)

## Nemzeti ünnepek, emléknapok, világnapok
→Sablonvita:Ünnepek/12-21:
- Canisius Szent Péter holland jezsuita teológus, egyháztanító emléknapja a katolikus egyházban[2][3]